# Planigale
Planigale es un género de marsupiales dasiuromorfos de la familia Dasyuridae, conocidos vulgarmente como Planigales. Son pequeños marsupiales carnívoros conocidos como ratones marsupiales, propios de Australia y Nueva Guinea.

## Especies
El género Planigale incluye siete especies.
- Planigale gilesi
- Planigale ingrami
- Planigale kendricki[2]
- Planigale tealei[2]
- Planigale maculata
- Planigale novaeguineae
- Planigale tenuirostris

## Galería

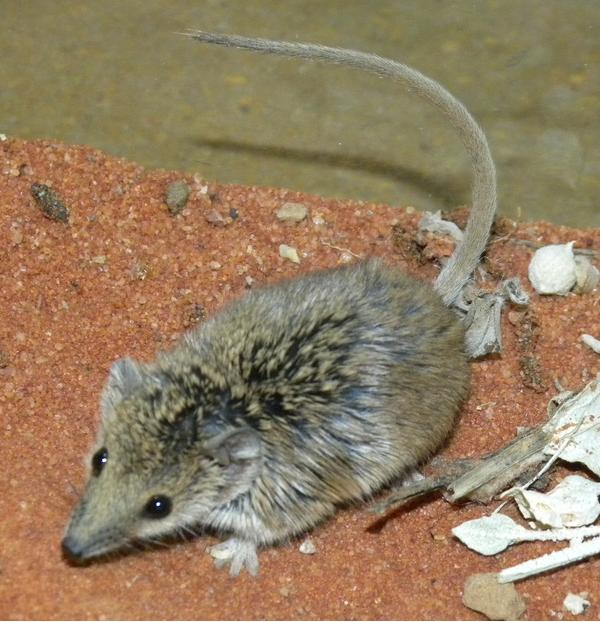
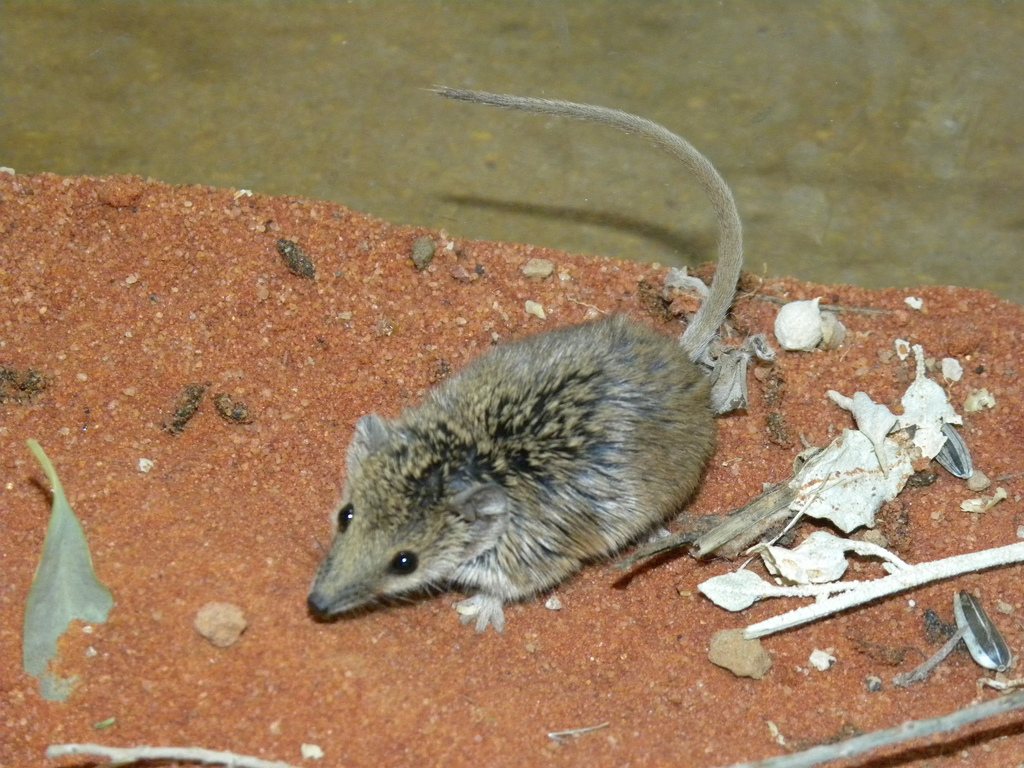
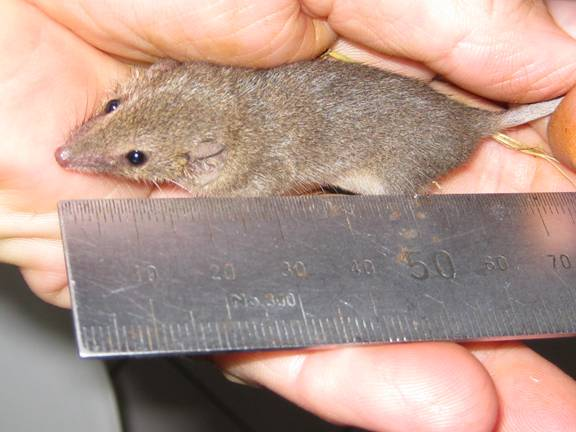
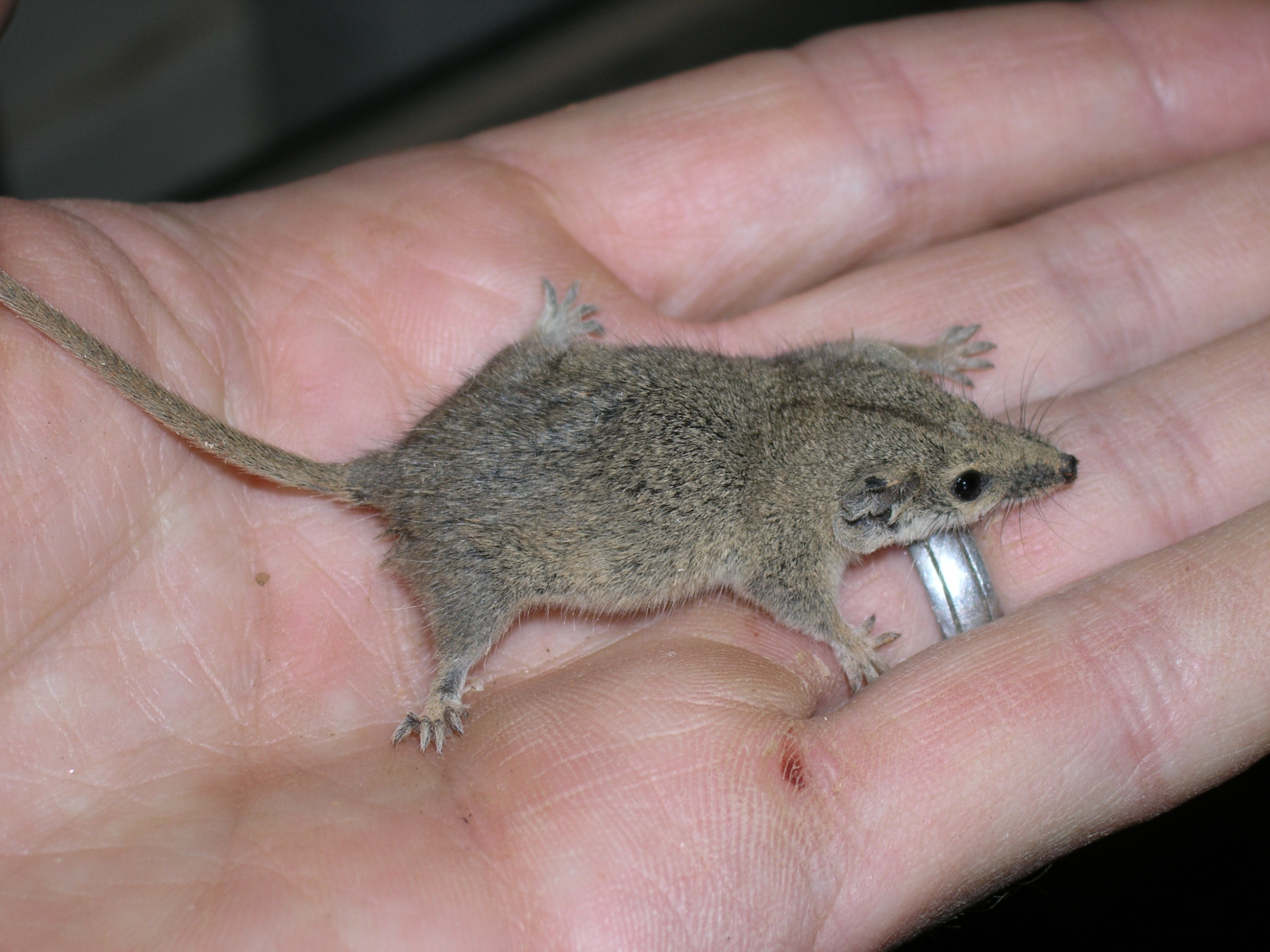
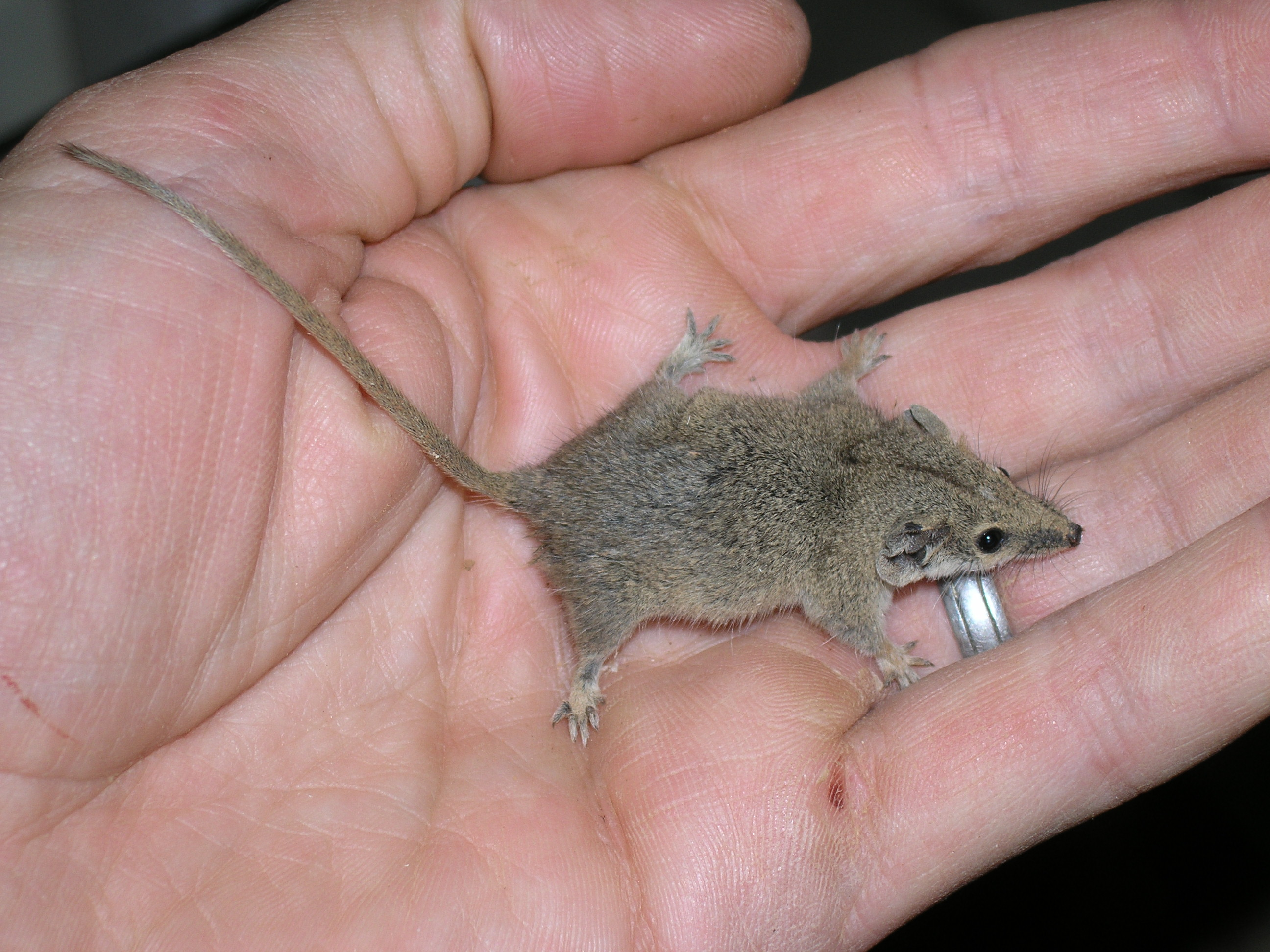